# Маломокрянська сільська рада
| Маломокрянська сільська рада — колишній орган місцевого самоврядування у Мостиському районі Львівської області з адміністративним центром у с. Малі Мокряни. Історична дата утворення: в 1993 році. Водоймища на території, підпорядкованій даній раді: річка Вишенька. Сільській раді підпорядковані населені пункти: - с. Малі Мокряни - с. Берці - с. Великі Мокряни - с. Макунів - с. Шишоровичі |

## Склад ради
Рада складалася з 14 депутатів та голови.

### Керівний склад ради
| ПІБ                     | Основні відомості                                                                                          | Дата обрання | Дата звільнення |
| ----------------------- | --- | ------------ | --------------- |
| Якуба Стефанія Іванівна | Сільський голова, 1954 року народження, освіта, член Української Народної Партії                           | 26.03.2006   | 17.07.2008      |
| Коваль Любов Іванівна   | Сільський голова, 1961 року народження, освіта, позапартійна                                               | 24.05.2009   | 31.10.2010      |
| Коваль Любов Іванівна   | Сільський голова, 1961 року народження, освіта середня загальна, член Всеукраїнського об'єднання «Свобода» | 31.10.2010   |                 |

Примітка: таблиця складена за даними джерела